# Lijst van grietmannen van Visvliet
Dit is een lijst van grietmannen van de voormalige Nederlandse grietenij Visvliet in de provincie Groningen, die bestaan heeft van vóór 1578 tot 1803.
| Ambtsperiode           | Naam grietman                       | Leven              | Bijzonderheden |
| ---------------------- | ----------------------------------- | ------------------ | --- |
| 1578? - 1604           | Brandt Thonis                       |                    | |
| 1586 - 1597            | Hemmo Clama                         |                    | |
| 1604 - 1618            | Johannes Petri Sannes               |                    | eerder grietman van Weststellingwerf. |
| 30 januari 1618 - 1637 | Aulus van Harckema tot Westerdicken |                    | |
| 1639                   | Egbert Datema                       |                    | |
| 1642                   | Johan Gerrits Eissema               |                    | legt de eed af als grietman |
| 1644 - 1646            | Titus van Hannia                    |                    | legt 1644 de eed af als grietman |
| 1689                   | jonker Lucas Clant, heer op Aykema  | geb. 1647          | hoofdeling, grietman van Westerdeel-Langewold, Visvliet en de de Ruigewaarden |
| 1697                   | Joannes Videnius                    |                    | hoofdeling |
| 1718                   | Tijlo Krijthe                       |                    | tevens grietman van Vredewold |
| 1720                   | Joannes Robers                      |                    | grietman van "de heerlijkheid Visvliet", tevens grietman van de Middel Ruigewaard; later geconstitueerd redger van Scharmer |
| 1721 - 1724            | dr. Johan Geertsema                 | 1693-1758          | tevens grietman van Vredewold en ambtman van het Gorecht, werd raadsheer en tussen 1738 en 1747 burgemeester van Groningen |
| 1726 - 1728            | Peter Jan Swartte                   |                    | tevens grietman van Ooster- en Westerdeel Langewold en van de Drie Waarden; werd richter van Bellingwolde, Blijham en Pekela |
| 1732 - 1754            | Johannes Leuringh, J.U.D.           | ca. 1700-voor 1755 | tevens grietman van Westerdeel-Langewold, Vredewold en de Drie Waarden |
| 1736                   | Johannes van Rikkenga, J.U.D.       | geb. ca. 1690      | tevens grietman van Ooster- en Westerdeel-Langewold en van de Westerwaard |
| 1757 - 1770            | Lambertus Fruytier, J.U.D.          | 1729-1816          | tevens grietman van Ooster- en Westerdeel-Langewold; werd gecommitteerde raad van de Ommelanden tussen Eems en Lauwers |
| 1759                   | Jan Gerhardt Geertsema              |                    | tevens richter van Westerdijkshorn |
| 1767 - 1770            | Nicolaus Guichart, J.U.D.           | 1743-1805          | tevens grietman van Aduard, Niehove en Vredewold, later secretaris en fiscaal van de Ommelanden |
| 1776 - 1781            | Melchior Willem de Raadt, J.U.D.    | geb. 1744          | tevens grietman van Ooster- en Westerdeel-Langewold, Oldehove en Saaksum of Humsterland en de Drie Waarden; later gecommitteerde raad van de Ommelanden en lid van het Hof van Justitie                                                                               |
| 1786 - 1791            | dr. Regnerus Tjaarda Nauta          | 1724-1803          | eerder grietman van Oldehove en Saaksum of Humsterland, Niehove, De Kampen, Ezinge, Hardeweer en tegelijk grietman van de Ooster-, Middel- en Westerwaard; later overrichter van Ten Post en lid van de gezworen gemeente en secretaris van de weeskamer te Groningen |
| 1788                   | dr. Lambertus Beckeringh            |                    | |
| 1796 - 1803            | Hendrik van Weerden, J.U.D.         | 1772-1813          | tevens grietman van Westerdeel-Langewold en de Drie Waarden, later rechter in de arrondissementsrechtbank te Appingedam |